# Dom Rycerski w Krakowie
Dom Rycerski – zabytkowa kamienica znajdująca się w Krakowie, w dzielnicy I przy ulicy Kanoniczej 6, na Starym Mieście.

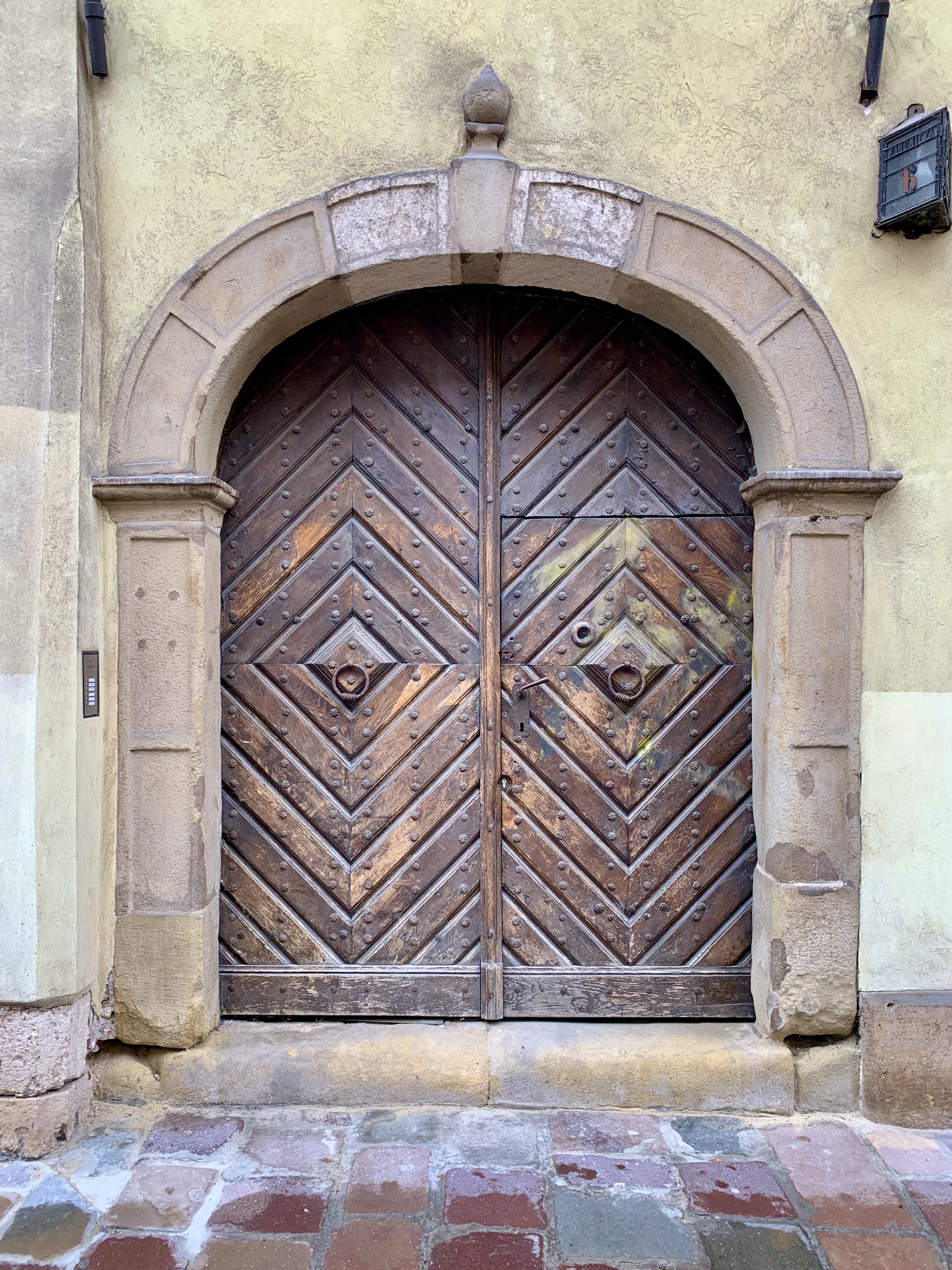
Portal

## Historia kamienicy
Kamienica została wybudowana w pierwszej połowie XIV wieku. Na przełomie XIV i XV wieku należała do podskarbiego koronnego Hińczy z Rogowa. Z tego okresu pochodzi zachowana do dziś gotycka kamieniarka okienna. W 1464 kamienica została przekazana kapitule katedralnej. W XVIII wieku we wnętrzach budynku powstały freski o charakterze klasycystycznym. Pod koniec lat 70. XX w. w kamienicy ulokowano bibliotekę Towarzystwa Przyjaciół Sztuk Pięknych, kierowanego przez Karola Estreichera. W 1997 budynek przeszedł gruntowną renowację, po której został przekazany Uniwersytetowi Jagiellońskiemu. Obecnie znajduje się w nim Centrum Badawcze Bibliografii Polskiej Estreicherów.
21 maja 1965 kamienica została wpisana do rejestru zabytków. Znajduje się także w gminnej ewidencji zabytków.